# Файт Андрій Андрійович
Файт Андрій Андрійович (1903—1976) — російський і радянський кіноактор. Заслужений артист РРФСР (1950).

## Біографічні відомості
Народився 29 серпня 1903 р. у м. Нижньому Новгороді. Закінчив Державний технікум кінематографії (1925).
Виступав у Театрі-студії кіноактора.
Помер 16 січня 1976 р.
Родина:
- Перша дружина: Кравченко Галина Сергіївна (1905—1996) — російська та радянська акторка театру і кіно, зірка німого кіно. Заслужена артистка РРФСР (1980).
- Друга дружина: Брилинг Марія Миколаївна
  - Син: Файт Юлій Андрійович (нар. 1937) — радянський і російський кінорежисер і актор.

## Фільмографія
Знімався у фільмах:
- «Особняк Голубіних» (1924, Азангулов)
- «Банда батьки Книша» (1924, офіцер)
- «Золотий запас» (1925, Мухранський)
- «Промінь смерті» (1925, агент)
- «Броненосець „Потьомкін“» (1925, складач)
- «Бухта смерті» (1926, Алібеков)
- «Прокажена» (1928, к/м, Ігор Каренін)
- «Весела канарка» (1929, Луговець)
- «Два-Бульді-два» (1929, полковник)
- «Околиця» (1933, полонений німець)
- «Великий утішитель» (1933, Бен Прайс)
- «Пампушка» (1934, прусський офіцер)
- «Джульбарс» (1935, Керім)
- «Тринадцять» (1936, підполковник Скуратов)
- «Болотні солдати» (1938, Гармс)
- «По щучому велінню» (1938, Мухамед Ага)
- «Мінін і Пожарський» (1939, епізод)
- «Висока нагорода» (1939, шпигун)
- «Малахів курган» (1944, епізод)
- «Молода гвардія» (1948, полковник абверу)
- «Зірка» (1949, Вернер)
- «На далеких берегах» 1958, Мазеллі)
- «Ідіот» (1958, людина з оточення Рогожина)
- «Північна повість» (1960, Жак Пінеро)
- «Сильніший за ураган» (1960)
- «Мир тому, хто входить» (1961)
- «Постріл в тумані» (1963, містер Грін, полковник держбезпеки)
- «Королівство кривих дзеркал» (1963, найголовніший міністр Нушрок)
- «Поки фронт в обороні» (1964, Попов, батальйонний комісар)
- «Страчені на світанку…» (1964, генерал)
- «Москва — Генуя» (1964, король Італії Віктор Емануїл III)
- «Чарівна лампа Аладдіна» (1966, магрибець)
- «Сильні духом» (1967, Ганс)
- «Вогонь, вода та... мідні труби» (1967, Чорний мудрець)
- «Кінець „Сатурна“» (1968, начальник штабу групи армій «Центр»)
- «Діамантова рука» (1968, продавець лотерейних квитків та відвідувач ресторану «Біла верба» («Плакучая ива»)
- «Старий дім» (1969, Микита, лакей Яковлєва)
- «Колонія Ланфієр» (1969, Ланфієр)
- «Корона Російської імперії, або Знову невловимі» (1971, месьє Дюк)
- «Острів скарбів» (1971, пірат Сліпий П'ю (озвучив Михайло Глузський)
- «Приваловські мільйони» (1972, Ляховський Ігнатій Львович)
- «Зовсім безнадійний» (1973, Гаррі Уілкс)
- «Втеча містера Мак-Кінлі» (1975, учений (немає в титрах)
- «Русалонька (фільм, 1976)» (1976, епізод)
- «Розповідь про те, як цар Петро арапа женив» (1976, абат) та ін.

Грав в українських кінокартинах:
- «Морський яструб» (1941, командир німецького підводного човна)
- «Сильніше урагану» (1961, капітан Краус)
- «Ескадра повертає на захід» (1965, Д'Ан-сельмо)
- «Іноземка» (1965, Преол)
- «Невідомий, якого знали всі» (1972, епізод)